# Bhadohi
Bhadohi è una suddivisione dell'India, classificata come municipal board, di 74.439 abitanti, situata nel distretto di Sant Ravidas Nagar, nello stato federato dell'Uttar Pradesh. In base al numero di abitanti la città rientra nella classe II (da 50.000 a 99.999 persone).

## Geografia fisica
La città è situata a 25° 25' 0 N e 82° 34' 0 E e ha un'altitudine di 84 m s.l.m..

## Società

### Evoluzione demografica
Al censimento del 2001 la popolazione di Bhadohi assommava a 74.439 persone, delle quali 39.558 maschi e 34.881 femmine. I bambini di età inferiore o uguale ai sei anni assommavano a 13.397, dei quali 7.014 maschi e 6.383 femmine. Infine, coloro che erano in grado di saper almeno leggere e scrivere erano 42.740, dei quali 26.338 maschi e 16.402 femmine.